# 춤추는 무뚜
《춤추는 무뚜》(Muthu, The Dancing Maharaja)는 인도에서 제작된 K.S. 라비크마르 감독의 1995년 영화이다. 라지니칸트 등이 주연으로 출연하였다.
디왈리 기간 중에 1995년 10월 23일 개봉되었으며 상당한 성공을 거뒀다. 당시 가장 수익률이 높은 타밀 영화 가운데 하나였다. 일본어 더빙판은 1998년 개봉되었으며 일본에서도 상당한 성공을 거두었다.

## 출연
- 라지니칸트
- 미나
- K.S. 라비크마르
- 라다 라비
- 사라스바부